# Milano-Modena 1931
La Milano-Modena 1931, ventiduesima edizione della corsa, si svolse il 2 agosto 1931 come cronometro individuale su un percorso di 150 km con partenza a Lodi e arrivo a Modena. Riservata a indipendenti e dilettanti, fu vinta dall'italiano Bruno Catellani, che completò il percorso in 4h00'48", alla media di 37,396 km/h, precedendo i connazionali Giuseppe Olmo e Alfredo Bovet. Conclusero la prova 16 dei 30 ciclisti al via.

## Percorso
Il percorso di gara aveva il suo via a Porta Cremona a Lodi; si attraversavano quindi Piacenza, Parma e Reggio Emilia per giungere infine al velodromo di Modena dopo 150 km di corsa.

## Ordine d'arrivo (Top 10)
| Pos. | Corridore         | Squadra            | Tempo    |
| ---- | ----------------- | ------------------ | -------- |
| 1    | Bruno Catellani   | V.C. Reggio Emilia | 4h00'48" |
| 2    | Giuseppe Olmo     | S.S. Piaggio       | a 2'42"  |
| 3    | Alfredo Bovet     | U.S. Castellanzese | a 3'18"  |
| 4    | Livio Carlotti    | V.S. Ferrara       | a 6'39"  |
| 5    | Renato Scorticati | V.C. Reggio Emilia | a 6'55"  |
| 6    | Mario Cipriani    | A.C. Pratese       | a 7'09"  |
| 7    | Guglielmo Segato  | V.C. Vicenza       | a 7'15"  |
| 8    | Armando Jori      | V.C. Reggio Emilia | a 7'26"  |
| 9    | Giuseppe Graglia  | S.C. Vigor         | a 9'09"  |
| 10   | Adamo Dabini      | U.S. Legnanese     | a 9'29"  |